# Dusk (Andrew-Hill-Album)
Dusk ist ein Jazz-Album von Andrew Hill, aufgenommen im Studio Maggie’s Farm in Bucks County, Pennsylvania am 15. September und am 27. Oktober 1999 veröffentlicht bei Palmetto Records.

## Die Musik des Albums
Nach knapp zehn Jahren Studioabstinenz war die Dusk-Session gedacht als eine Art Dokumentation des Point-of-Departure-Sextetts. Diese Band hatte Andrew Hill 1998 für ein Sommerfestival in der New Yorker Knitting Factory zusammenstellt; in der Instrumentierung bezog sie sich auf Hills gleichnamiges klassisches Blue-Note-Album von 1964, an dem damals Kenny Dorham, Eric Dolphy, Joe Henderson, Richard Davis und Tony Williams mitgewirkt hatten. Mit seinen Musikern Ron Horton, Greg Tardy, Marty Ehrlich, Scott Colley und Billy Drummond trat Hill u. a. im New Yorker Jazz Standard und Birdland auf; Mitte September 1999 ging er mit der Band in ein Studio in Pennsylvania. Dabei versuchte Hill nicht, das alte Album zu rekapitulieren, sondern hatte acht neue Kompositionen geschrieben, einen Song-Zyklus, dessen Titelstück inspiriert war von dem 1923 entstandenen Werk Cane der Harlem Renaissance, das Jean Toomer verfasst hatte. Dieses beginnt mit einem Ruf des jungen Mädchen Karintha:
Her skin is like dusk on the eastern horizon,

O cant you see it, oh cant you see it,

Her skin is like dusk on the eastern horizon,

...When the sun ges down.
Dusk ist auf einer sich wiederholenden Basslinie aufgebaut, verbunden mit Unisono-Passagen der Bläser. In den ausgedehnten Stücken Sept und 15/8 erkunden Hill und seine Musiker komplexere Metren. Tough Love und Focus (aufgenommen im Oktober 1999) sind unbegleitete Pianosolos. Relativ kurze Titel sind ML, ein Jazzwalzer, und Ball Square, eine Uptempo-Swing-Nummer – benannt nach einem Club in Boston, wo Hill das Stück geschrieben hatte – mit einem Zwischenspiel, das Assoziationen an die Musik von Charles Mingus weckt. T.C. ist ein Tribut an den 1998 verstorbenen Saxophonisten Thomas Chapin, mit Tardy und Ehrlich in einem Bassklarinetten-Duo.

## Rezeption

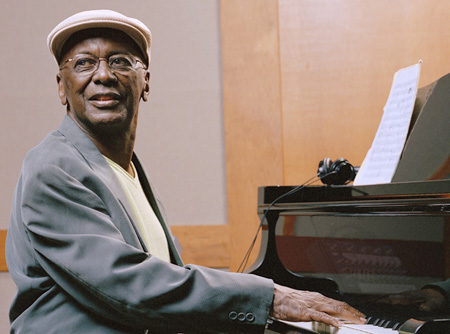
Andrew Hill

David R. Adler vergab in Allmusic an das Album 4½ (von fünf) Sterne und merkte zu den Aufnahmen an: „Mit Dusk stellt Andrew Hill klar, dass seine kompromisslose musikalische Vision intakt ist, unverdünnt und vielleicht ambitionierter als jemals zuvor“
Richard Cook und Brian Morton bewerteten das Album mit 3 (von vier) Sternen und bezeichneten es – in Beziehung zu Hills Rang im Modern Jazz – als „etwas enttäuschend“; so klinge Hill „rostig und eine Spur [zu] formelhaft.“ Sept und 15/8 klängen wie „Übungen in Metren“, ohne dabei emotionale Kraft zu entfalten. Als gelungen heben die Autoren jedoch das Titelstück Dusk und den tief empfundenen Tribut an Thomas Chapin, T.C., hervor.
Ted Gioia bezeichnete hingegen in seiner Besprechung des Albums für jazz.com als „eines der besten Beispiele amerikanischer Musik am Ende des Jahrhunderts“. Er hob insbesondere das Titelstück hervor, dessen Stimmung „düster und verhangen“ sei. Dusk sei „Andrew Hill at his best, und eine perfekte Realisierung des einzigartigen Talents eines Künstlers, dessen prägenden Erfahrungen von Earl Hines bis Paul Hindemith reichen.“

## Liste der Titel

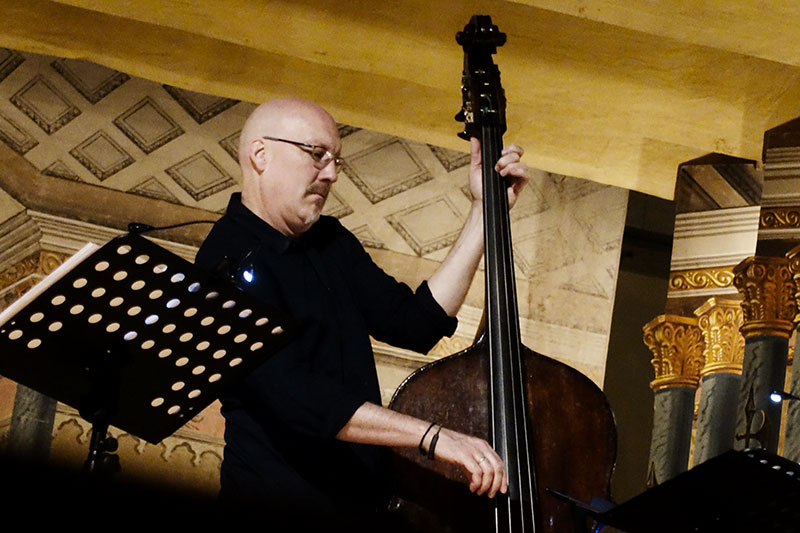
Scott Colley

- Andrew Hill’s Point of Departure Sextet – Dusk (Palmetto PM 2057)
  1. Dusk – 12:05
  2. ML – 4:10
  3. Ball Square – 4:25
  4. Tough Love – 7:19
  5. Sept – 12:27
  6. T.C. – 7:54
  7. 15/8 – 10:31
  8. Focus – 0:52
- Alle Kompositionen stammen von Andrew Hill.

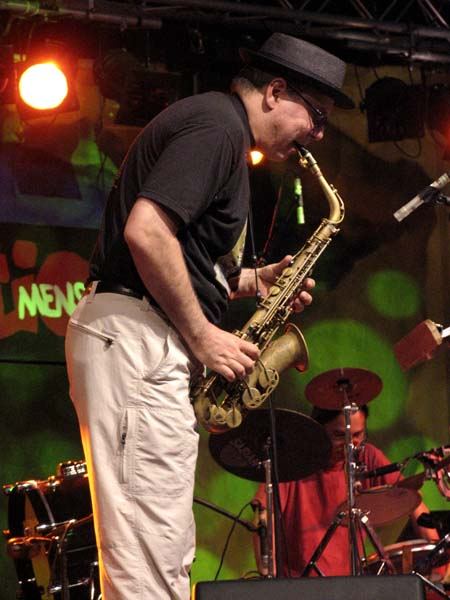
Marty Ehrlich beim Moers Festival 2004, Deutschland